# Shungit

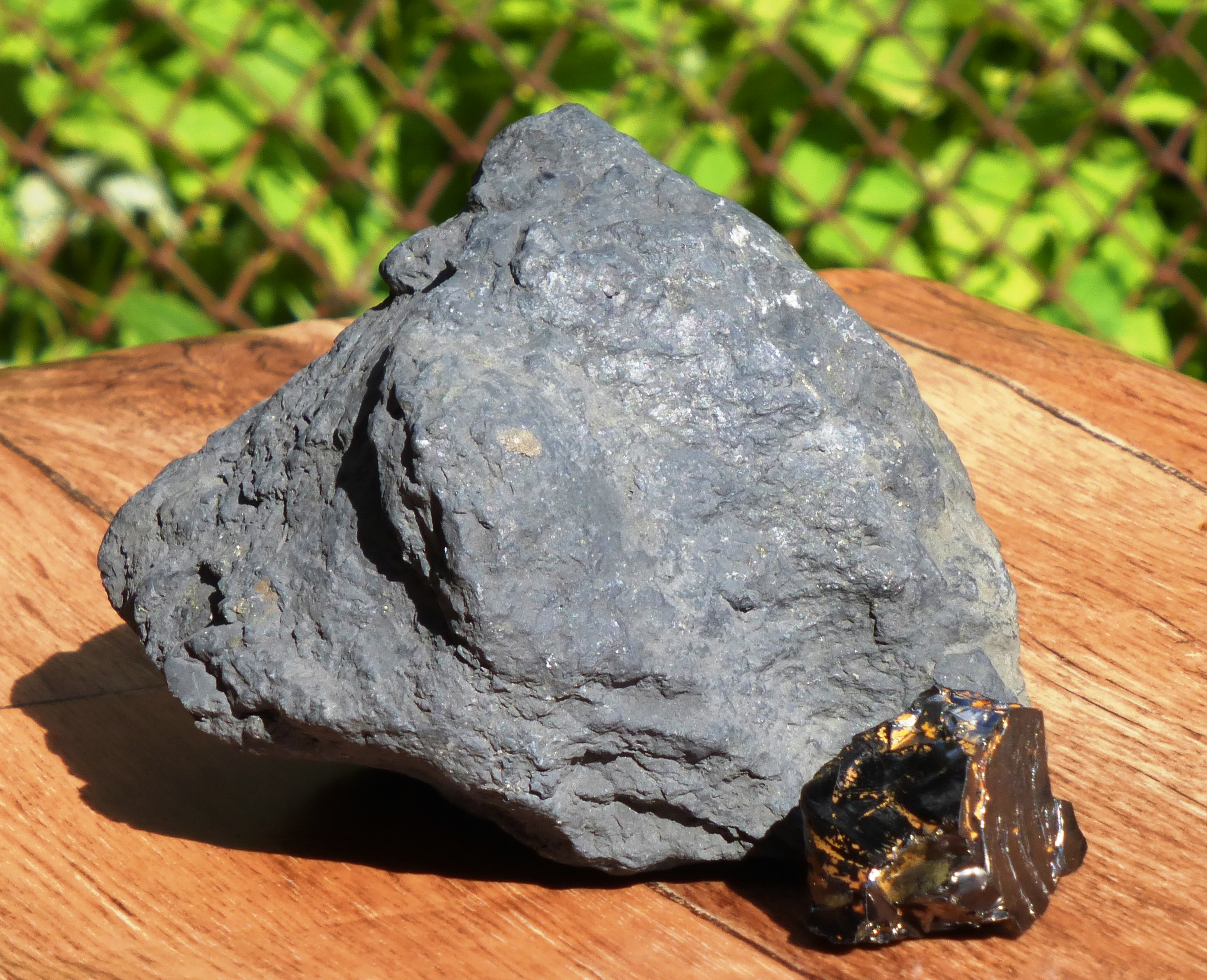
Shungit (Rohsteine) aus Karelien

Shungit (auch: Schungit, Schungit-Kohle, Inostranzeff'sches Schungit, Algenkohle und vom Englischen abgeleitet Shungite) ist ein in der Natur nur an wenigen Orten vorkommendes schwarzes Gestein präkambrischen Alters, das hauptsächlich aus Kohlenstoff besteht.

## Beschreibung
Shungite können bis zu 98 % Kohlenstoff enthalten und besitzen eine Dichte von 1,9 bis 2,1 g/cm³. Der Gesteinsname geht auf Alexander Alexandrowitsch Inostranzew zurück, der Shungit 1880 zuerst beschrieb.
Shungite haben sich vor mindestens 600 Millionen Jahren vermutlich aus Faulschlamm gebildet. Als Ausgangsmaterial dienten vermutlich Meeresalgen. Sie enthalten die sehr selten natürlich vorkommenden Fullerene C60 und C70.
In der geologischen Forschung werden Shungite in fünf Kategorien unterteilt, die sich im Alter und im Kohlenstoffgehalt unterscheiden:
- Kategorie I (jüngste): Edel-Shungit, glasig, schwarz und metallisch glänzend, Kohlenstoffgehalt 98 bis 100 %, ca. 0,01 % davon als Fullerene
- Kategorie II: Schwarzer Shungit, Kohlenstoffgehalt 35 bis 80 %
- Kategorie III: Grauer Shungit, Kohlenstoffgehalt 20 bis 35 %
- Kategorie IV (älteste): Kohlenstoffgehalt 10 bis 20 %
- Kategorie V (älteste): Kohlenstoffgehalt 1 bis 10 %

Shungitgestein der Kategorien IV und V wird als Shungit-Kohle bezeichnet.

## Vorkommen
Bekannte Fundorte sind Ostfinnland und Russland (Karelien, der Onegasee in der Shungaregion, die dem Stein seinen Namen gegeben hat, und der Ladogasee), oft in Gegenden, in denen auch Ölschiefer gefunden wird. Weitere Fundorte befinden sich in Indien in den Gebieten Tamil Nadu, Cuddapah (Kadapa), Kodur Mandal und Mangampeta.

## Formierung
Shungit wurde als Beispiel für die abiogene Erdölbildung angesehen, aber sein biologischer Ursprung wurde jetzt bestätigt. Nicht migrierter Shungit wird direkt stratigraphisch über Ablagerungen gefunden, die sich in einem Karbonatschelf mit flachem Wasser in einer nicht-marinen evaporitischen Umgebung gebildet haben. Es wird angenommen, dass die shungitführende Sequenz während des aktiven Riftings abgelagert wurde, was mit den alkalischen Vulkangesteinen übereinstimmt, die innerhalb der Sequenz gefunden werden. Die organisch reichen Sedimente wurden wahrscheinlich in einer brackigen Lagunenumgebung abgelagert. Die Kohlenstoffkonzentration deutet auf ein erhöhtes biologisches Produktivitätsniveau hin, was möglicherweise auf den hohen Gehalt an Nährstoffen aus zwischengelagertem vulkanischem Material zurückzuführen ist.
Die geschichteten shungithaltigen Ablagerungen, die sedimentäre Strukturen beibehalten, werden als metamorphosiertes Ölquellengestein interpretiert. Es wurden einige diapirische pilzförmige Strukturen identifiziert, die als mögliche Schlammvulkane interpretiert werden. Schicht- und Adershungit-Varietäten und Shungit-Füllungsbläschen, die die Matrix zu Brekzien bilden, werden als migriertes Erdöl interpretiert, das nun in Form von metamorphosiertem Bitumen vorliegt.

## Verwendung
Shungit eignet sich als schwarzes Pigment zur Herstellung von Farben und wird dann als shungite black bezeichnet. Des Weiteren kann Shungitkohle als Ersatz für Aktivkohle in Filtern eingesetzt werden. Auch Schmuckanhänger, Halsketten und Ziergegenstände werden aus Shungit der Kategorie II (schwarzer Shungit) hergestellt, der geschliffen und auf Hochglanz poliert werden kann. Ursprünglich wurde Shungit in der russischen Volksmedizin verwendet, heute wird er auch als Heilstein verkauft und soll Wasser reinigen sowie gegen Elektrosmog helfen. Eine Wirkung ist wissenschaftlich nicht erwiesen.